# The Miracle Workers
The Miracle Workers é uma banda de rock de Portland, Oregon nos Estados Unidos, formada nos anos 1980. A banda começou com um som mais garage rock, influenciados por bandas como MC5, The Stooges e The Troggs. Depois de se mudarem para Los Angeles em 1986, a banda começou a sofrer influências de hard rock e rock alternativo em paralelo a cena grunge de Seattle. A banda é uma das pioneiras do estilo conhecido como stoner rock. Devido a problemas com drogas, a banda se separou em 1992. Membros do grupo foram tocar em bandas como The Get Lost e Queens of the Stone Age.

## Formação
- Gerry Mohr - vocal
- Matt Rogers - guitarra
- Joel Barnett - baixo
- Ron Sheridan - bateria
- Dan Demiankow - guitarra & órgão
- Gene Trautmann - bateria
- Jeff Grassi - bateria
- Robert Butler - baixo
- Aaron Sperske - bateria

## Discografia

### EP's
- Miracle Workers (1984)
- A Thousand Micrograms of the Miracle Workers (1984)

### Álbuns completos
- Inside Out (1985)
- Moxie's Revenge (1989)
- Roll Out the Red Carpet (1990)
- Anatomy of a Creep (????)